# 杜惟堤
杜惟堤（越南语：／；1817年—？），號方江（越南语：／），越南阮朝官員。

## 生平
杜惟堤是南定省建昌府舒池縣巨林總香閤社（今太平省武舒縣洽和社）人，嘉隆十六年（1817年）出生。嗣德元年（1848年），考取戊申科南定場鄉試舉人。嗣德二年（1849年），考取該科二甲進士出身第一名，是該科庭元。後為侍講學士，著有《南史策略》。